# Adelssitz Ahlen
Der Adelssitz Ahlen ist ein abgegangener Adelssitz vier Kilometer südöstlich von Uttenweiler-Ahlen im Landkreis Biberach in Baden-Württemberg.
Der Anfang des 12. Jahrhunderts erwähnte Adelssitz wurde vermutlich von den Herren von Ahlen erbaut und war später im Besitz des Spitals Biberach. Von der nicht genau lokalisierbaren Burganlage ist nichts mehr erhalten.